# Dendropicos stierlingi
Dendropicos stierlingi là một loài chim trong họ Picidae.